# Bibliothèques d'Amiens Métropole
 (février 2025).
Si vous disposez d'ouvrages ou d'articles de référence ou si vous connaissez des sites web de qualité traitant du thème abordé ici, merci de compléter l'article en donnant les références utiles à sa vérifiabilité et en les liant à la section « Notes et références ».
 (février 2025).
Les Bibliothèques d'Amiens Métropole rassemblent, depuis 2000, dans une même organisation, les bibliothèques municipales des communes qui composent la Communauté d'agglomération Amiens Métropole.

## Les missions des bibliothèques d'Amiens Métropole
Faisant partie des bibliothèques classées, les bibliothèques d'Amiens Métropole sont un service public qui remplit plusieurs missions.

### Une mission de lecture publique
Les bibliothèques d'Amiens Métropole contribuent aux loisirs, à l'information, à la recherche documentaire, à l'éducation permanente et à l'activité culturelle de la population. Elles ont vocation à donner le goût de lire, à participer à l'ouverture sur le monde et à être un lieu de savoir.

### Une mission patrimoniale
Les bibliothèques d'Amiens Métropole sont dépositaires de fonds patrimoniaux et ont vocation à rassembler les éléments imprimés en Picardie ou portant sur la Picardie. Dans le cadre d'une convention de Pôle associé avec la Bibliothèque nationale de France, les bibliothèques d'Amiens Métropole sont le centre du Dépôt légal imprimeur pour la Picardie. La bibliothèque Louis Aragon d'Amiens, 50, rue de la République est chargée de ses missions. Elle compte parmi ses collections plus de 2 500 manuscrits : manuscrits carolingiens et médiévaux (dont trois cents proviennent de l'abbaye de Corbie, parmi eux, une bulle pontificale de 855 sur papyrus), incunables, récits de voyages, photographies, cartes et plans, poésie contemporaine, affiches, cartulaires, archives anciennes… parmi lesquels le Psautier de Corbie du IXe siècle, la Bible de Pampelune du XIIe siècle, un livre d'heures de Diane de Poitiers… 
La bibliothèque Louis-Aragon d'Amiens abrite également la Collection Charles de l'Escalopier qui a été offerte à la ville en 1866 par sa veuve. Elle est composée de : 6 000 imprimés, une centaine de manuscrits dont certains très importants (Heures de Diane de Poitiers, Psautier d'Angers, Abdication de Napoléon Ier), objets d'art : de bronzes antiques, orfèvrerie, ivoires, émaux, bois sculptés (vierge ouvrante), tissus anciens…
Les archives communales anciennes d'Amiens sont conservées à la bibliothèque Louis-Aragon et consultables dans la salle de lecture du Patrimoine. La bibliothèque Louis-Aragon conserve la Collection Jules Verne acquise par la collectivité en 2000 et de laquelle sont issus la quasi-totalité des 800 objets et documents présentés dans La Maison de Jules Verne à Amiens.
Le dispositif CD’ICI ! (prononcez « c’est d’ici »), les Bibliothèques d'Amiens Métropole ont pour objectif de mettre en valeur la création musicale locale. CD'ICI ! est un fonds de documents sonores ouvert à tous les acteurs de la musique en Picardie qui souhaitent faire connaître leurs créations originales au public des Bibliothèques.

### Une mission artistique
L’Artothèque des bibliothèques d'Amiens Métropole met à la disposition du public plus de 650 œuvres d’art (lithographies, gravures, sérigraphies, photographies…) qui constituent un panorama de la création contemporaine. Plus de 320 artistes y sont représentés. Les œuvres d’art prêtées par l’artothèque sont des estampes originales et des photographies à tirage limité. Chaque épreuve est numérotée et signée par l’artiste.
L'espace image et son de la bibliothèque Louis-Aragon permet de consulter un fonds documentaire constitué d’ouvrages de référence, de catalogues d’exposition, de revues spécialisées et de dossiers d’artistes. Il est également possible de consulter et emprunter des monographies, des essais et des films documentaires consacrés aux artistes de la collection.

### Une mission d'accueil
La bibliothèque Louis-Aragon d'Amiens est le siège de l'Académie des Sciences, des Lettres  et des Arts d'Amiens, et de l'association Éklitra.

## Historique des bibliothèques d'Amiens Métropole
La nationalisation des biens de l'Église en 1789 a réuni à Amiens un fonds d'ouvrages constitué de manuscrits des abbayes supprimées de Corbie, Saint-Fuscien, Selincourt, du Gard, des abbayes d'Amiens …
En 1811, la Ville d'Amiens prend la décision de se doter d'une bibliothèque communale. Un premier projet, resté sans suite, prévoit de surélever l'Hôtel de Ville d'un étage.
En 1820, la ville d'Amiens acquiert un terrain rue Royale (actuelle rue de la République) à l'emplacement des bâtiments de l'ancienne abbaye de Moreaucourt[pas clair] en vue d'y construire une bibliothèque. Les travaux ont lieu de 1823 à 1825, sur les plans de l'architecte François-Auguste Cheussey. C'est l'actuelle bibliothèque Louis-Aragon, de style néo-classique, construite en pierre calcaire provenant des portes des anciennes fortifications.
Plusieurs agrandissements ont lieu en 1842, 1867 et 1900. Les façades et la décoration intérieure sont protégées au titre des monuments historiques : inscription par arrêté du 22 janvier 1979.
En 1982, un bâtiment neuf est construit en façade arrière sur les plans des architectes Serge Gasnier et François Gossart.
En 2000, la structure administrative « Bibliothèques d'Amiens Métropole » est créée.

## Le réseau des bibliothèques d'Amiens Métropole
- Bibliothèque d'Allonville ;

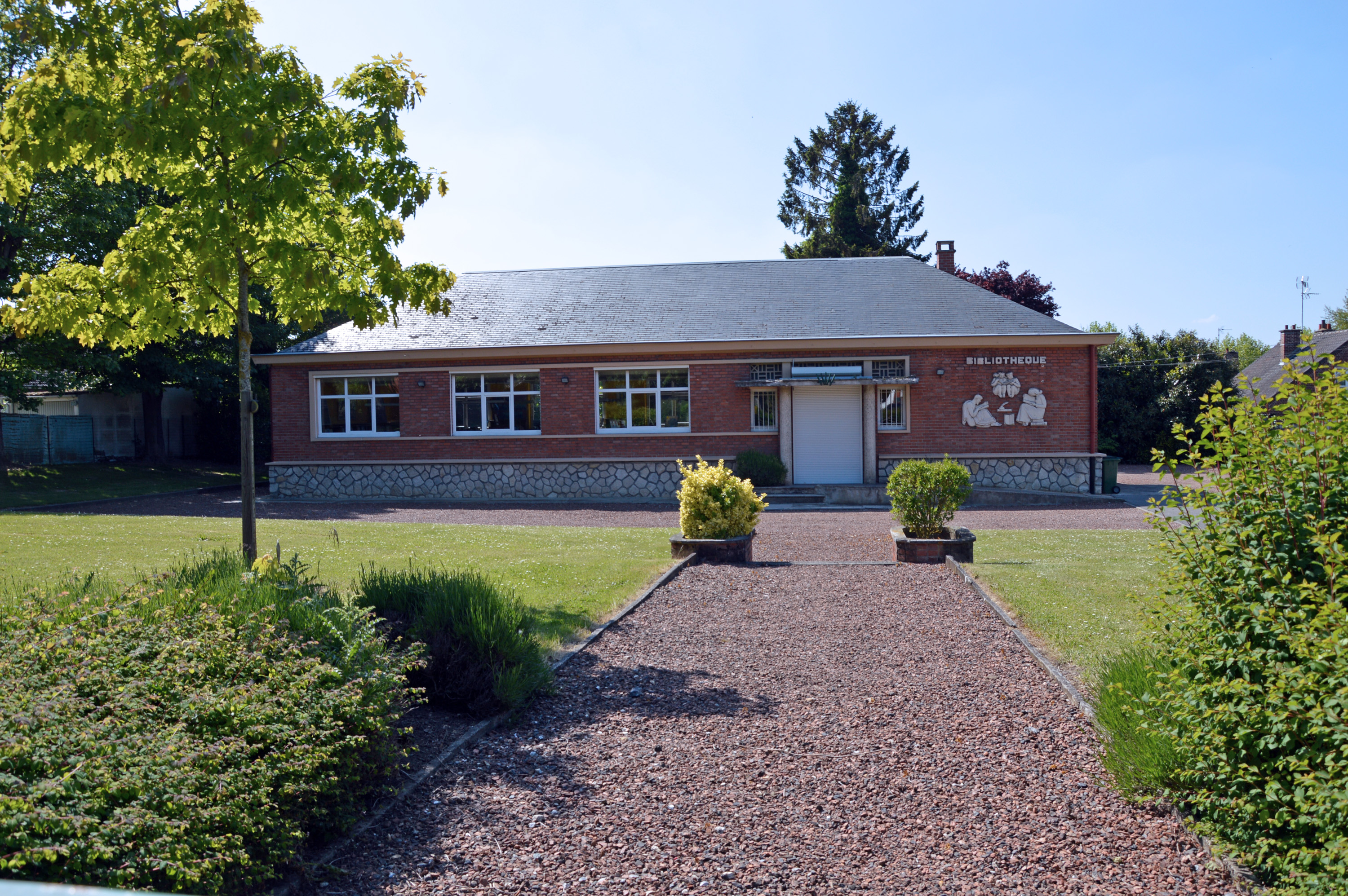
Bibliothèque Jacques Prévert à Longueau.

- Bibliothèque Louis Aragon (Amiens rue de la République) ;
- Bibliothèque Hélène Bernheim (Amiens rue Georges Guynemer) ;
- Bibliothèque Edouard David (Amiens Étouvie) ;
- Bibliothèque « Le Petit Prince » (Amiens rue de Mercey) ;
- Bibliothèque Léopold Sédar Senghor (Amiens rue d'Assas) ;
- Bibliothèque de Bertangles ;
- Bibliothèque de Blangy-Tronville ;
- Bibliothèque de Bovelles ;
- Bibliothèque Jean Giono (Cagny) ;
- Médiathèque de Camon (place du Général-Leclerc) ;
- Bibliothèque de Clairy-Saulchoix ;
- Bibliothèque de Creuse ;
- Bibliothèque de Glisy ;
- Bibliothèque de Guignemicourt ;
- Bibliothèques Jacques Prévert (Longueau) ;
- Bibliothèque de Pissy ;
- Bibliothèque de Pont-de-Metz ;
- Bibliothèque de Poulainville ;
- Bibliothèque de Revelles ;
- Bibliothèque Annick Habare-Darras (Rivery) ;
- Bibliothèque de Rumigny ;
- Bibliothèque de Saint-Fuscien ;
- Bibliothèque de Saint-Sauflieu ;
- Bibliothèque Louis Aragon (Saleux) ;
- Bibliothèque de Salouël ;
- Bibliothèque de Thézy-Glimont ;
- Médiathèque du Bord de Selle (Vers-sur-Selle).